# Жюлі Помагальскі
Жюлі Помагальскі (фр. Julie Pomagalski, 1980—2021) — французька сноубордистка, спеціалістка із сноубордкросу, чемпіонка світу 1999 року.

## Біографія
Жюлі Помагальскі народилася в місті Ла-Тронш. Вона була онукою Жана Помагальскі, винахідника та розробника першого канатного гірськолижного підйомника.
Помагальскі дебютувала у міжнародних змаганнях на Кубку світу зі сноубордингу 1997 року в Тіньї, де зайняла 46-е місце.
Жюлі стала чемпіонкою світу зі сноубордкрос у 1999 році на змаганнях у німецькому Берхтесґадені та виборола срібну медаль у паралельному гігантському слаломі на Чемпіонаті світу 2003 року в австрійському Крайсберзі.
Вона брала участь у зимових Олімпійських іграх 2002 року, де посіла шосте місце у паралельному гігантському слаломі. На наступних зимових Олімпійських іграх 2006 року теж посіла шосте місце у паралельному гігантському слаломі.
23 березня 2021 року Жюлі Помагальскі загинула у віці 40 років під час сходження лавини на горі Гемсшток у Швейцарії.